# جوایز موسیقی کره‌ای
جوایز موسیقی کره‌ای (انگلیسی: Korean Music Awards; کره‌ای: 한국대중음악상، به معنای جوایز موسیقی عامه‌پسند کره‌ای) یک مراسم جوایز موسیقی سالانه در کره جنوبی است که از هنرمندان موسیقی در ژانرهای مختلف تقدیر می‌کند. برخلاف دیگر جوایز اصلی موسیقی کره جنوبی که عمدتاً به رکورد فروش برای تعیین برندگان متکی هستند، جوایز موسیقی کره‌ای جایزه‌ها را بر اساس توصیه‌های هیئت داوران متشکل از منتقدان موسیقی، تهیه‌کنندگان برنامه‌های رادیویی، دانشگاهیان و دیگر متخصصان در صنعت اعطا می‌کند. نخستین مراسم در سال ۲۰۰۴ برگزار شد و به عنوان یکی از معتبرترین جوایز موسیقی این کشور محسوب می‌شود.